# Capitanía de Mato Grosso
La capitanía de Mato Grosso (en portugués Capitanía de Mato Grosso), en el Brasil, fue creada por la Corona portuguesa el 9 de mayo de 1748, desmembrándola del territorio de la capitanía de São Paulo. Su capital era Villa Bella da Sanctissima Trinidade.

## Historia

### Antecedentes
Las actuales regiones Centro-Oeste y Sur del Brasil, en el siglo XVI pertenecían a la Corona española, de acuerdo con lo dispuesto por el tratado de Tordesillas (1494). Recorrida esporádicamente por aventureros y misioneros, los jesuitas españoles iniciaron la ocupación de la región de las Misiones (Itatín, Guairá) a partir del siglo XVII, de donde fueron expulsados por los bandeirantes paulistas a partir de 1680.
En el siglo XVIII el bandeirante Pascoal Moreira Cabral, al descubrir oro en la región del Mato Grosso (1719), fundó Cuiabá (1723), luego elevada a la categoría de villa, con el nombre de Vila Real do Senhor Bom Jesus (1 de enero de 1727) - por el gobernador y capitán general de la capitanía de São Paulo, Rodrigo César de Meneses. La bandeira de Bartolomeu Bueno da Silva (1670-1740), el segundo "Anhangüera" ("diablo viejo" en lengua tupí), de 1722 a 1728, repitió lo mismo en Goiás.

### La capitanía de Mato Grosso
En 1732 el oro de aluvión en Cuiabá ya presentaba señales de agotamiento y la búsqueda de nuevas vetas los condujo al valle del río Guaporé (1733-1734). Manuel Félix de Lima descendió los ríos Guaporé, Madeira y Amazonas, abriendo camino hasta Belém (1742) y poco después, fueron descubiertos, en sucesión, diamantes en Goiás (1746) y Mato Grosso (1747). La fecundidad de estos nuevos territorios fue responsable por el desmembramiento de la capitanía de São Paulo (Carta regia de 9 de marzo de 1748), siendo así creadas las capitanías generales de Goiás (con sede en Vila Boa) y de Mato Grosso, esta última teniendo como gobernador y capitán general Antônio Rolim de Moura Tavares (1751-1664), y sede en Pouso Alegre, después Vila Bela da Santíssima Trindade de Mato Grosso, capital de la misma a partir del 19 de marzo de 1752. En ambas capitales la Corona hizo instalar la Casa dos Quintos (1751), para la recaudación de los tributos debidos, iniciando la fortificación del límite occidental de la colonia, de modo de garantizar la navegación y la posesión de la región.

## Tratados de límites con España
La firma de los tratados de Madrid (1750) y de San Ildefonso (1777), entre Portugal y España, fijando las fronteras en la región, concluyó el proceso de ocupación portuguesa del Mato Grosso.

### Tratado de Madrid
El tratado de Madrid establecía en su artículo III 

(...) pertenecerá a la Corona de Portugal (...) todo lo que tiene ocupado en el distrito de Matogroso, y desde este paraje hacia la parte del oriente y Brasil; sin embargo de cualquiera pretensión que pueda alegarse por parte de la Corona de España, con motivo de lo que se determinó en el referido tratado de Tordesillas.

Artículo V 

(...) continuará la raya hasta donde el mismo Iguazú desemboca en el Paraná por su ribera oriental y desde esta boca seguirá, aguas arriba del Paraná, hasta donde se le junta el río Igurey, y por su ribera occidental.

Artículo VI 

Desde la boca del Igurey continuará, aguas arriba, hasta encontrar su origen principal, y desde él buscará en línea recta, por lo más alto del terreno, la cabecera principal del río más vecino que desagua en el Paraguay por su ribera oriental, que tal vez será el que llaman Corrientes; y bajará, con las aguas de este río, hasta su entrada en el Paraguay; desde cuya boca subirá, por el canal principal que deja el Paraguay en tiempo seco, y por sus aguas, hasta encontrar los pantanos que forma este río, llamados la Laguna de los Xarayes, y atravesando esta laguna, hasta la boca del río Jaurú.

Artículo VII 

Desde la boca del Jaurú, por la parte occidental, seguirá la frontera en línea recta hasta la ribera austral del río Guaporé, enfrente a la boca del río Sararé, que entra en dicho Guaporé por su ribera septentrional. Con tal que, si los Comisarios que se han de despachar para el arreglamiento de los confines en esta parte, en vista del país, hallaren entre los ríos Jaurú y Guaporé, otros ríos o términos naturales por donde más cómodamente y con mayor certidumbre pueda señalarse la raya en aquel paraje, salvando siempre la navegación del Jaurú, que debe ser privativa de los portugueses, y el camino que suelen hacer de Cuyabá hacia Matogroso, los dos Altos Contratantes consienten y aprueban que así se establezca, sin atender a alguna porción más o menos de terreno, que pueda quedar a una u otra parte. Desde el lugar, que en la margen austral del Guaporé fuere señalado por término de la raya, como queda explicado, bajará la frontera por toda la corriente del río Guaporé, hasta más abajo de su unión con el río Mamoré, que nace en la Provincia de Santa Cruz de la Sierra, y atraviesa la Misión de los Moxos, y forman juntos el río llamado de la Madera, que entra en el Marañón, o Amazonas, por su ribera austral.

### Tratado de San Ildefonso (1777)
Reprodujo este tratado en sus artículos VIII, IX y X lo establecido en los artículos V, VI y VII del tratado de Madrid.
El 28 de febrero de 1821, en vísperas de la independencia del Brasil, la región se volvió una provincia, con el nombre de Provincia de Mato Grosso.

## Lista de gobernadores y capitanes generales
- Antônio Rolim de Moura Tavares (1751-1764)
- João Pedro da Câmara (1764-1769)
- Luís Pinto de Sousa Coutinho (1769-1772)
- Luis de Alburquerque de Melo Pereira y Cáceres (1772-1789)
- Juan de Alburquerque de Melo Pereira y Cáceres (1789-1796)
- Caetano Pinto de Miranda Montenegro (1796-1802)
- Manuel Carlos de Abreu e Meneses (1802-1807)
- João Carlos Augusto d'Oeynhausen e Gravembourg, Marquês de Aracati (1807-1819)
- Francisco de Paula Magessi de Carvalho, Barão de Vila Bela (1819-1821).